# جائزة أبو ظبي للأداء الحكومي المتميز
جائزة أبوظبي للأداء الحكومي المتميز هي جائزة حكومية تُسند كل سنتين منذ 2007 من قبل مكتب جائزة أبوظبي للأداء الحكومي المتميز للجهات الحكومية المتميزة في عملها. تهدف الجائزة إلى الارتقاء بالأداء الحكومي للإمارة. وتُمنح الجائزة في ثلاث فئات هي فئة أفضل جهة حكومية والتي تحتوي على جائزة الجهة الحكومية المتميزة في حيازة رضا المتعاملين وجائزة الجهة الحكومية المتميزة في تنمية العاملين وجائزة الجهة الحكومية المتميزة في القدرة المؤسسية وجائزة التميز في الجهة الحكومية على مستوى إمارة أبوظبي، وفئة المشاريع المتميزة والتي تحتوي على جائزة المشروع الفني/التقني المتميز وجائزة التجربة الإدارية المتميزة، وفئة التفوق الوظيفي والتي تحتوي على جائزة الموظف الحكومي المتميز في المجالِ المهني وجائزة الموظف الحكومي المتميز في المجالِ الإداري وجائزة الموظف الحكومي المتميز في المجالِ الفني/التقني وجائزة الموظف الحكومي المتميز على مستوى إمارة أبوظبي.

## تاريخ الجائزة
تم إنشاء الجائزة من قبل الأمانة العامة للمجلس التنفيذي لإمارة أبوظبي التي استحدثت مكتب جائزة أبوظبي للأداء الحكومي المتميز ليقوم بمنح الجائزة. وتم إطلاق الدورة الأولى 2006-2007 بمشاركة 22 جهة حكومية من الإمارة وارتفع العدد ليصل إلى 35 في الدورة الثانية 2008-2009 و 44 في الدورة الثالثة 2010-2011. ووصل العدد إلى 52 جهة حكومية  في الدورة الخامسة لجائزة أبوظبي للأداء الحكومي المتميز 2017

## الأهداف
تهدف جائزة أبوظبي للأداء الحكومي المتميز إلى:
- تطوير القطاع الحكومي والارتقاء بمستوى الأداء والخدمات والممارسات من خلال نشر مفاهيم التميز.
- تعميم أفضل الممارسات في الإدارة الحكومية الحديثة من خلال توفير مرجعية إرشادية ومعايير عالمية لإجراء المقارنات المعيارية محليا وعالميا.
- خلق وتنمية روح المنافسة الإيجابية في القطاع الحكومي.
- التأكيد على أهمية إعداد وتنفيذ الخطط الاستراتيجية بما يضمن الكفاءة والفعالية الأعظم بجميع المؤسسات الحكومية.
- تحفيز الدوائر والجهات الحكومية المتميزة ومكافأة موظفي الحكومة المتميزين وتشجيعهم على الإبداع والتميز الوظيفي.

## الشعار
يمثل القوسان ذوا الأطراف الحادة في شعار الجائزة حدّة العقل والتفاني في العمل، أما اللون الفضي اللامع فهو تعبير عن لمعان ووهج العقل المبدع الذكي المبادر كما يعبّر أيضا عن لمعان ووهج الحماس على مستوى الأفراد والجماعات، أما إتجاه القوسان بحدتهما إلى السماء ففي ذلك كناية عن رغبة المتميزين الأكيدة للوصول إلى أرقى المراتب وتحقيق أبعد الغايات وبارتقاء النجمة الذهبية أعلى القوسين نجد التتويج لنيل النجاح والتميز.

## الفائزون
2007
| الفئة                   | الجائزة                                             | الفائز                      | الهيئة                                |
| ----------------------- | --------------------------------------------------- | --------------------------- | ------------------------------------- |
| الجهة الحكومية المتميزة |                                                     | تم حجبها                    |                                       |
| فئة المشاريعِ المتميزة   | جائزة المشروع الفني/التقني المتميز                  | القيادة العامة لشرطة أبوظبي |                                       |
| فئة المشاريعِ المتميزة   | جائزة التجربة الإدارية المتميزة                     | هيئة مياه وكهرباء أبوظبي    |                                       |
| فئة التفوق الوظيفي      | جائزة الموظف الحكومي المتميز في المجالِ المهني       | نوال عبد الله الكثيري       | القيادة العامة لشرطة أبوظبي           |
| فئة التفوق الوظيفي      | جائزة الموظف الحكومي المتميز في المجالِ الإداري      | سيف بدر القبيسي             | هيئة الصحة                            |
| فئة التفوق الوظيفي      | جائزة الموظف الحكومي المتميز في المجالِ الفني/التقني | فاطمة محمد الظاهري          | هيئة مياه وكهرباء أبوظبي              |
| فئة التفوق الوظيفي      | جائزة الموظف الحكومي المتميز على مستوى إمارة أبوظبي | موزة سهيل المهيري           | جهاز أبوظبي للزراعة والسلامة الغذائية |

2009-2008
| الفئة                   | الجائزة                                               | الفائز                                         | الهيئة                      |
| ----------------------- | ----------------------------------------------------- | ---------------------------------------------- | --------------------------- |
| الجهة الحكومية المتميزة | جائزة الجهة الحكومية المتميزة في حيازة رضا المتعاملين | القيادة العامة لشرطة أبوظبي                    |                             |
| الجهة الحكومية المتميزة | جائزة الجهة الحكومية المتميزة في تنمية العاملين       | القيادة العامة لشرطة أبوظبي                    |                             |
| الجهة الحكومية المتميزة | جائزة الجهة الحكومية المتميزة في القدرة المؤسسية      | غرفة تجارة وصناعة أبوظبي                       |                             |
| الجهة الحكومية المتميزة | جائزة الجهة الحكومية المتميزة على مستوى إمارة أبوظبي  | القيادة العامة لشرطة أبوظبي                    |                             |
| فئة المشاريعِ المتميزة   | جائزة المشروع الفني/التقني المتميز                    | مشروع الصيانة الرقمية                          | هيئة مياه وكهرباء أبوظبي    |
| فئة المشاريعِ المتميزة   | جائزة التجربة الإدارية المتميزة                       | مشروع التخزين الإستراتيجي للمياه بإمارة أبوظبي | هيئة البيئة                 |
| فئة التفوق الوظيفي      | جائزة الموظف الحكومي المتميز في المجالِ المهني         | روضة سعيد علي سيف السعدي                       | بلدية العين                 |
| فئة التفوق الوظيفي      | جائزة الموظف الحكومي المتميز في المجالِ الإداري        | حسين أحمد علي الحارثي                          | القيادة العامة لشرطة أبوظبي |
| فئة التفوق الوظيفي      | جائزة الموظف الحكومي المتميز في المجالِ الفني/التقني   | ثابت زهران سالم آل عبد السلام                  | هيئة البيئة                 |
| فئة التفوق الوظيفي      | جائزة الموظف الحكومي المتميز على مستوى إمارة أبوظبي   | روضة سعيد علي سيف السعدي                       | بلدية العين                 |

2017
توزعت جوائز الشركات  كما يلي:
| الجائزة                                                  | الفائز                                                                                         |
| -------------------------------------------------------- | ---------------------------------------------------------------------------------------------- |
| جائزة محور الابتكار                                      | شركة أبوظبي للخدمات الصحية "صحة"                                                               |
| جائزة الجهة المتميزة في الممكنات المؤسسية                | شركة أبوظبي للخدمات الصحية "صحة"                                                               |
| جائزة الجهة المتميزة في تحقيق خطة أبوظبي                 | "شركة موانئ أبوظبي"                                                                            |
| جائزة الجهة المتميزة في إسعاد المتعاملين                 | "شركة أبوظبي الوطنية للمعارض"                                                                  |
| جائزة الجهة المتميزة في أسعد بيئة عمل                    | شركة أبوظبي للخدمات الصحية "صحة"                                                               |
| جائزة الجهة المتميزة في مجال "الحكومة الرقمية"           | "مركز الإحصاء"                                                                                 |
| جائزة الجهة المتميزة مالياً                               | "موانئ أبوظبي"                                                                                 |
| جائزة الجهة المتميزة في التواصل المؤسسي                  | "شركة أبوظبي الوطنية للمعارض"                                                                  |
| جائزة الجهة المتميزة في إدارة المخاطر واستمرارية الأعمال | "شركة أبوظبي الوطنية للمعارض"                                                                  |
| جائزة أفضل خدمة حكومية                                   | شركة موانئ أبوظبي عن خدمة "رسوّ ومغادرة الميناء"                                                |
| جائزة أفضل خدمة حكومية مشتركة                            | خدمة "منحة أرض سكنية" وهي الخدمة المشتركة بين - هيئة أبوظبي للإسكان - وعدد من الجهات الحكومية. |

أما جوائز الأفراد فكانت على الشكل التالي:
| الفئة                               | الفائز                                  | الهيئة                                                     |
| "الموظف المتفاني ذو الخدمة الطويلة" | عبدالرب على أحمد الحميري                | هيئة البيئة                                                |
| "الإشراف الإداري"                   | المهندس/ يوسف محمد قاسم محمد الحوسني    | شركة أبوظبي للتوزيع                                        |
| "الدعم الإداري"                     | سهيلة سعيد المنذري                      | دائرة الثقافة والسياحة                                     |
| "المجال التخصصي"                    | النقيب الدكتور سالم سعيد الطليع الظهوري | شرطة أبوظبي                                                |
| "الفني التقني"                      | غانم صلاح القاسم                        | مؤسسة الإمارات للطاقة النووية                              |
| "الموظف المبتكر"                    | الدكتور حمود الحادر                     | شركة العين للتوزيع                                         |
| "إسعاد المتعاملين الإشرافي"         | فيصل محمد حسين الجابري                  | صندوق معاشات ومكافآت التقاعد لإمارة أبوظبي                 |
| "إسعاد المتعاملين غير الإشرافي"     | نوف على سلطان الحمادي                   | صندوق معاشات ومكافآت التقاعد لإمارة أبوظبي                 |
| "المجال الميداني"                   | خولة محمد خلفان الدهماني                | مؤسسة زايد العليا للرعاية الإنسانية وذوي الاحتياجات الخاصة |
| "الموظف الجديد"                     | د. دعاء حاتم سيف الدين                  | مؤسسة زايد العليا للرعاية الإنسانية وذوي الاحتياجات الخاصة |
| "المدير التنفيذي المتميز"           | كابتن عبدالكريم مبارك المصعبي           | موانئ أبوظبي                                               |
| "المدير العام المتميز"              | د. مطر راشد محمد الدرمكي                | شركة أبوظبي للخدمات الصحية "صحة".                          |

كما فازت شركة "موانئ أبوظبي" بجائزة الجهة المتميزة على مستوى حكومة أبوظبي.

## وصلات خارجية
- الموقع الرسمي
- حساب جائزة أبوظبي للأداء الحكومي المتميز الرسمي في تويتر
- فيديو ترويجي لجائزة أبوظبي للأداء الحكومي المتميز على يوتيوبيارا ميديا